# الاتحاد الوطني للديمقراطية والتقدم (بنين)
الاتحاد الوطني للديمقراطية والتقدم (بالفرنسية: Union Nationale pour la Démocratie et le Progrès) هو حزب سياسي في بنين. في الانتخابات البرلمانية التي أجريت في 31 مارس 2007، فاز الحزب بمقعدين من أصل 83 مقعدًا. 